# Ixora collina
Ixora collina är en måreväxtart som först beskrevs av Xavier Montrouzier, och fick sitt nu gällande namn av Georges Eugène Charles Beauvisage. Ixora collina ingår i släktet Ixora och familjen måreväxter. Inga underarter finns listade i Catalogue of Life.